# Ulrike Weyland
Ulrike Weyland (* 1966) ist eine deutsche Erziehungswissenschaftlerin und Hochschulmanagerin, die an der Universität Münster forscht und lehrt.

## Werdegang
Nach einer beruflichen Ausbildung im Gesundheitsbereich absolvierte Weyland an den Universitäten Hamburg und Osnabrück ein Studium für das Lehramt an beruflichen Schulen mit der Fachrichtung Gesundheits- und Sportwissenschaften sowie Berufs- und Wirtschaftspädagogik. Es folgte der Vorbereitungsdienst für das Lehramt an berufsbildenden Schulen am Studienseminar Braunschweig, den sie 1995 mit dem zweiten Staatsexamen abschloss. Im Anschluss daran war Weyland bis 2002 als Lehrerin an öffentlichen beruflichen Schulen in Braunschweig tätig.
Von 2002 bis 2010 war sie als wissenschaftliche Mitarbeiterin an der Universität Osnabrück im Fachgebiet Berufs- und Wirtschaftspädagogik tätig, wo sie von 2002 bis 2005 am BLK-Modellversuch „KoLeGe“ (Kooperative Lehrerinnen-/ Lehrerfortbildung – gesundheitsfördernde berufsbildende Schulen) als Projektmitarbeiterin beteiligt war.
2009 wurde sie mit einer Dissertation zum Thema Zur Intentionalität Schulpraktischer Studien im Kontext universitärer Lehrerausbildung an der Universität Osnabrück bei Rudolf Manstetten, Hartmut Remmers und Karin Büchter summa cum laude zur Dr. phil. promoviert. Von 2010 bis 2015 war sie Professorin für Pädagogik, insbesondere Berufspädagogik für Gesundheitsberufe und Pädagogische Psychologie an der Fachhochschule Bielefeld im Fachbereich Wirtschaft und Gesundheit. 2015 folgte sie einem Ruf der Westfälischen Wilhelms-Universität Münster auf die Professur Erziehungswissenschaft mit dem Schwerpunkt Berufspädagogik.
Weyland war von November 2020 bis Dezember 2022 Dekanin des Fachbereichs Erziehungswissenschaft und Sozialwissenschaften und wurde im Dezember 2022 aus diesem Amt zur Prorektorin für Studium und Lehre der Universität Münster gewählt.
Sie ist Mitglied im wissenschaftlichen Beirat des Bundesinstituts für Berufsbildung (BIBB) und war von 2018 bis 2022 Vorstandsmitglied der Sektion Berufs- und Wirtschaftspädagogik (BWO) der Deutschen Gesellschaft für Erziehungswissenschaft (DGfE).

## Forschungsschwerpunkte
- Kompetenzmessung und -entwicklung in der beruflichen Bildung, insbesondere zu den Gesundheitsberufen
- Übergangsforschung, insbesondere Forschung zum Übergang von der beruflichen in die hochschulische Bildung
- Professionalisierung betrieblichen Bildungspersonals im Humandienstleistungs- und Technikbereich
- Gesundheitsförderung in der beruflichen Bildung und in der Lehrerbildung
- Lehrerbildungsforschung, insbesondere Forschung zur Professionalisierung durch Praxisphasen in der Lehrerausbildung; seit 2015 weiterer Fokus: Förderung professioneller Unterrichtswahrnehmung durch Videografie
- Berufsorientierung in der beruflichen Bildung unter besonderer Berücksichtigung der Gesundheitsberufe

## Publikationen (Auswahl)
- Zur Intentionalität Schulpraktischer Studien im Kontext universitärer Lehrerausbildung. Eusl, Paderborn 2010.[1]
- mit Eveline Wittmann (Hrsg.): Expertise. Praxissemester im Rahmen der Lehrerbildung. 1. Phase an hessischen Hochschulen. GFPF, Frankfurt am Main 2010.[2]
- mit Birgit Ziegler; Katja Driesel-Lange; Annika Krause (Hrsg.): Entwicklungen und Perspektiven in der Berufsorientierung – Stand und Herausforderungen. Berichte zur beruflichen Bildung AG BFN. Verlag Barbara Budrich, Opladen u. a. 2021.[3]
- mit Karin Reiber (Hrsg.): Professionalisierung der Gesundheitsberufe – Berufliche und hochschulische Bildung im Spiegel aktueller Forschung. Franz Steiner Verlag, 1. Aufl. Stuttgart 2022.[4]